# Sasa Russadse

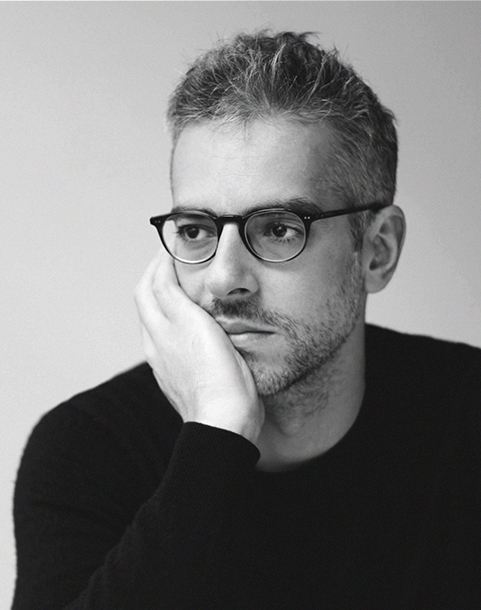

Saal (Sasa) Russadse (georgisch ზაზა რუსაძე; * 24. Mai 1977 in Tbilisi) ist ein georgischer Filmschaffender. Er lebt in Tiflis und Berlin.

## Ausbildung und Beruf
Von 1989 bis 1994 arbeitete Russadse als Kinder-Moderator einer Jugendmagazins für das georgische Fernsehen.
1996 wurde er als jüngster Student von der Potsdamer Hochschule für Film und Fernsehen „Konrad Wolf“ (HFF) aufgenommen. Während seines Studiums arbeitete er unter anderem im Nachrichtenbereich des Fernsehprogramms der Deutschen Welle und als Übersetzer auf der Berlinale, dem Filmfestival Dok Leipzig und dem Filmfestival Cottbus (Russadse spricht Georgisch, Deutsch, Russisch und Englisch).
2003 machte Russadse an der HFF seinen Abschluss als Regisseur mit dem Dokumentarfilm Banditen.
Von 2006 bis 2007 studierte er im Postgraduate Programm Binger Filmlab an der Kunsthochschule Amsterdam, wo er das Konzept zu A Fold of my Blanket erarbeitete.
2007 gründete Russadse die Filmproduktionsgesellschaft Zazarfilm in Tiflis.
Im März 2010 bekam er ein Nipkow-Filmstipendium für Berlin, um das Drehbuch für sein Spielfilm-Debüt A Fold of my Blanket zu entwickeln, mit dessen Dreharbeiten er im Sommer 2011 in Georgien begann.
Russadse hat unter anderem an Filmen von Nika Machaidze, Ineke Smits, Dito Tsintsadze, Otar Ioseliani oder Julia Loktev mitgearbeitet.
Er ist Mitglied der georgischen Künstlergruppe Goslab.

## Filmografie (Auswahl)
Regisseur:
- A Fold in My Blanket (2012, Spielfilm)
- Time Forward - A Documentary Series by Zaza Rusadze (2010, 6-teilige Serie für den georgischen Fernsehkanal PIK)
- Falten und Risse (2009, Kurzfilm)
- Ein Stern für Aneti (2005, Fernsehfilm)
- Bandits (2003, Dokumentarfilm)
- Zu weit und weiter (1999, Kurzfilm, HFF, 16 mm/13 min)
- Oskar oder malen nach Zahlen (1997, Dokumentarfilm, HFF, 16 mm/15 min)

Drehbuchautor:
- A Fold in My Blanket (2012)
- Falten und Risse (2009)
- Nika Machaidze: Anarekli (2009)
- Dito Tsintsadze: Der Mann von der Botschaft (2006)
- Ein Stern für Aneti (2005)
- Bandits (2003)

Regieassistenz:
- Julia Loktev: The Loneliest Planet (2011) (Erster Regieassistent)
- Otar Iosseliani: Chantrapas (2010) (Dritter Regieassistent)
- Ineke Smits: De vliegenierster van Kazbek (2010) (Zweiter Regieassistent)
- Dito Tsintsadze: Der Mann von der Botschaft (2006)
- Ineke Smits: Putins Mama (2003)
- Ineke Smits: Magonia (2001)

Dialogtrainer:
- Ineke Smits: De vliegenierster van Kazbek (2010)
- Dito Tsintsadze: Der Mann von der Botschaft (2006)
- Ineke Smits: Magonia (2001)

Produzent (Zazarfilm):
- A Fold in My Blanket (2012)
- Falten und Risse (2009)

## Auszeichnungen und Stipendien (Auswahl)
- 2009 Cottbuser Discovery Award für Falten und Risse[7]
- 2009 Nipkow Programm Stipendium
- 2007 Silver Astor Award for Best Script für Der Mann von der Botschaft und Best Film of the Festival verliehen von ACCA - Asociación de Cronistas Cinematográficos de la Argentina, Filmfestival Mar del Plata, Buenos Aires, Argentinien
- Publikumspreis Punto de Vista für Banditen, Dokumentarfilm-Festival von Navarra, Pamplona Spanien
- 2004 Beste Internationale Dokumentation für Banditen, International Festival of Young Filmmakers, Miskolc Ungarn
- 2003 Media Prize Babelsberg, Nominierung als bester Abschluss-Dokumentarfilm für Banditen